# 伊琳娜·金泽尔斯卡
伊琳娜·米科拉伊芙娜·金泽尔斯卡（烏克蘭語：Іри́на Миколаївна Кіндзе́рська，1991年6月13日—），婚后姓阿利耶娃，生于乌克兰赫梅利尼茨基州，是一名乌克兰-阿塞拜疆女子柔道运动员，主攻78公斤以上级。她最初代表乌克兰参赛，2017年归化至阿塞拜疆，据乌克兰国家队教练透露，她是因同级别国内竞争激烈，同时也为改善自身经济状况而归化至阿塞拜疆。同年9月，她在世界锦标赛上获得女子78公斤级铜牌，这是她归化后的首枚世界级主要赛事奖牌。